# Hartmut Bölts
Hartmut Bölts, es un ciclista profesional alemán nacido el 14 de junio de 1961 en Renania-Palatinado que fue profesional de 1988 a 1996. Es hermano de Udo Bölts, que fue también ciclista profesional.

## Palmarés
1983 (como amateur)
- Flèche du Sud
- 1 etapa del Circuito de las Ardenas

1985 (como amateur)
- Tour de Hesse

1988
- Campeonato de Alemania en Ruta

1990
- 1 etapa del Herald Sun Tour

1993
- 1 etapa de la Vuelta a Baviera

1994
- 1 etapa de la Vuelta a Baviera

## Resultados en Grandes Vueltas y Campeonatos del Mundo
| Carrera         | 1988  | 1989 | 1990 | 1991 | 1992 | 1993 | 1994 | 1995 | 1996 |
| --------------- | ----- | ---- | ---- | ---- | ---- | ---- | ---- | ---- | ---- |
| Giro de Italia  | -     | -    | -    | -    | -    | -    | -    | -    | -    |
| Tour de Francia | 140.º | -    | -    | -    | -    | -    | -    | -    | -    |
| Vuelta a España | -     | -    | -    | -    | -    | -    | -    | -    | -    |
| Mundial en Ruta | 4º    | -    | -    | -    | -    | -    | -    | -    | -    |

-: no participa